# José Luís Peixoto
José Luís Peixoto (n. 4 septembrie 1974, Galveias, Portalegre, Portugalia) este un scriitor portughez. Primul său roman a câștigat prestigiosul premiu literar José Saramago. Romanele sale au fost traduse în 20 de limbi și este renumit la nivel internațional.